# 圧延

圧延の模式図

圧延（あつえん、英語: rolling）とは、金属の加工方法の1つ。2つあるいは複数のロール（ローラー）を回転させ、その間に金属を通すことによって板・棒・管などの形状に加工する方法である。材料に大きな力を加えて加工する、塑性加工の一種。

## 分類

### 温度による分類
圧延加工される金属の温度によって、熱間圧延（熱延）と冷間圧延（冷延）の2種類に分類される。

#### 熱間圧延
金属の再結晶温度以上で加工する方法である。熱間加工の一種。

#### 冷間圧延
熱間圧延とは逆に、再結晶温度以下で加工する方法である。冷間加工の一種。